# フランク・シップウェイ
フランク・エドウィン・シップウェイ（英語: Frank Edwin Shipway, 1935年7月9日 - 2014年8月6日）は、イギリスの指揮者。

## 経歴
1935年、バーミンガム生まれ。幼少期より父親にピアノを学び、ロンドンの王立音楽大学に進学してピアノを専攻したが、在学中に指揮法に興味を持つようになった。マルケヴィチ、バルビローリに師事した後、カラヤンの助手も経験している。
1963年に南西エセックス交響楽団の音楽監督となり、同楽団がフォレスト・フィルハーモニー協会に名称変更した後も1991年まで音楽監督として在任した。1973年にはベルリン・ドイツ・オペラでロリン・マゼールの助手、1985年から1988年までDR放送交響楽団、1989年から1991年までベルギーのロイヤル・フランダース・フィルハーモニー管弦楽団の首席客演指揮者を歴任。イタリア国立放送交響楽団の初代首席指揮者を1994年から4年間つとめた。また1996年から1999年までベルギーBRT放送フィルハーモニー管弦楽団（現ブリュッセル・フィルハーモニック）、1999年よりザグレブ・フィルハーモニー管弦楽団で首席指揮者、芸術監督として活動。
日本での指揮は、1995年にイタリア国立放送交響楽団とともに来日し、東芝グランドコンサートに出演した。またブリュッセル王立音楽院の教授として後進の指導に当たる。ロイヤル・フィルハーモニー管弦楽団と協演したマーラーの交響曲第5番は高い評価を得ている。
2014年8月5日、ウィルトシャーで交通事故に遭い、翌8月6日に死去した。享年79歳。